# Митимна
Ми́тимна (греч. Μήθυμνα) или Мо́ливос (греч. Μόλυβος) – прибрежная деревня в Греции, на севере острова Лесбос. Расположена на высоте 45 м над уровнем моря, у мыса Моливос, в 62 км от города Митилини. Относится к общине Дитики-Лезвос в периферии Северные Эгейские острова. Население — 1399 человек по переписи 2011 года.
Главный и самый привлекательный курорт для отдыха на острове.
На вершине холма, вокруг которого построена деревня, возвышается крепость Моливос, время постройки которой неизвестно, на месте древней Метимны (Мефимны).

## Название
Исторические источники, такие как монеты и надписи, гласят, что на эолийском диалекте название звучало как Матимна (др.-греч. Μάθυμνα), но в эллинистический период название приобретает форму Метимна (Мефимна, Μήθυμνα, лат. Methymna). По преданию название Метимна дано городу в честь дочери Макарея. Название Метимна предположительно имеет протоэллинистические корни и происходит их языка пеласгов.
В Средние века за поселением закрепляется название Моливос (Μόλυβος ή Μόλιβος). Было предложено два взгляда на средневековое название. Согласно наиболее распространённому, название происходит от тёмных бальзамических пород, которые местные жители ошибочно считали свинцовыми (μόλυβδος), в то время как согласно другой точке зрения, оно происходит от искажённого фр. Mont d'olives («гора оливок») или Môle d'olives («порт оливок») эпохи с 1355 года, когда островом начинает править генуэзский род Гаттилузио. На карте Лесбоса 1782 года, разработанной французом Огюстом де Шуазёль-Гуфье, поселение обозначено двумя названиями — Метимна и Моливос. 
До 1919 года поселение называлось Моливос. В 1919 году (ΦΕΚ 8Β), после возвращения Лесбоса в состав Греции, поселению дали название Митимна.

## История

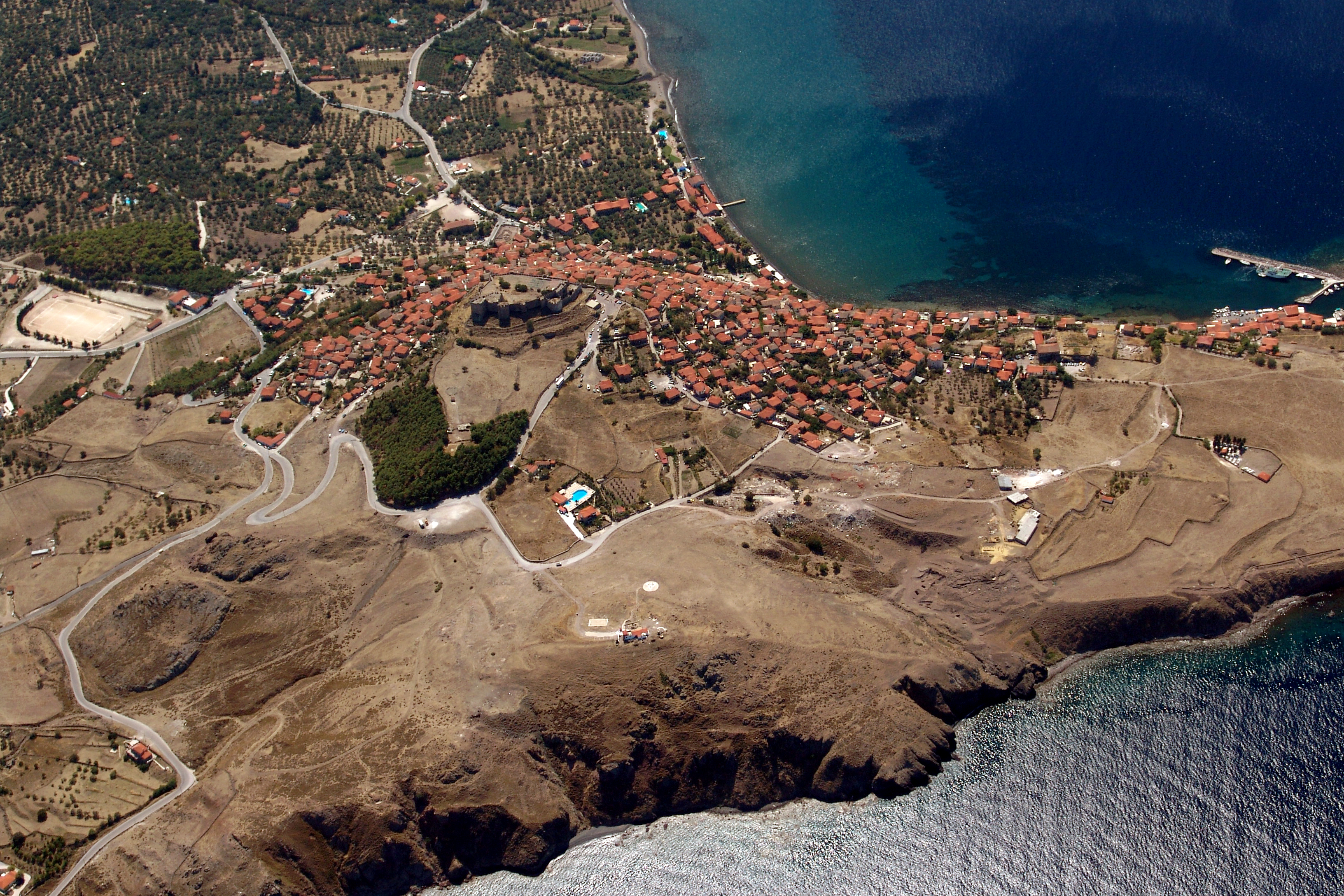
Митимна с воздуха

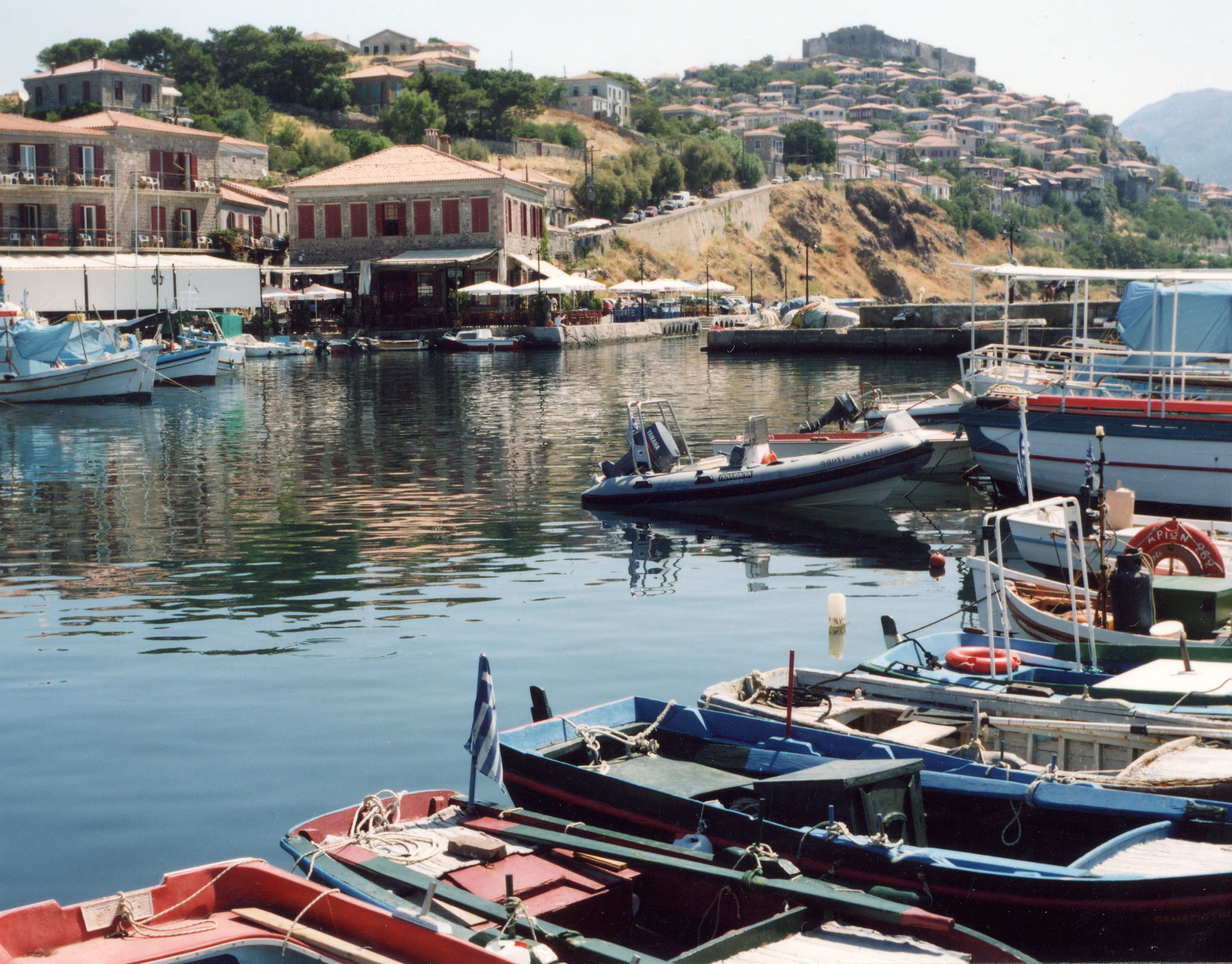
Порт

Древняя Метимна была самым северным и самым значительным после Митилены городом Лесбоса, с хорошей гаванью. В окрестностях города производилось знаменитое вино. Метимна была родиной исторического писателя Гелланика и поэта Ариона.
Город занимал стратегически важное положение, которое позволяло контролировать северный проход (ныне пролив Муселим) к Адрамитскому заливу (ныне Эдремит).
Во время Пелопоннесской войны Метимна оставалась долгое время верным союзником афинянам, воевала с Митиленами и Антиссой. С 427 года до н. э. единственный полис на Лесбосе, сохранивший автономию, обязанным поставлять корабли, но не платившим фороса (дани, взимаемая Афинами с подвластных им городов). Затем спартанцы и хиосцы подняли восстание в Метимне. Афиняне восстановили порядок на Лесбосе, после восстания Метимна оставалась верною Афинам. Затем Метимна подверглась нападению отряда, собранного мефимнейскими изганниками. Нападение было отражено афинским гарнизоном, прибывшем из Митилены. В 407 году до н. э. спартанцы захватили и разграбили город, после чего он пришёл в значительный упадок.
Римляне разрушили Антиссу и жителей её перевели в Метимну за то, что они поддержали Антенора, флотоводца македонского царя Персея в ходе Третьей Македонской войны (171—168 до н. э.).
В конце VII века город сократился до границ крепости, которая защищала от набегов. В последующие века Метимна подвергалась последовательным набегам и грабежам арабов (821—824), сарацинов (851, 1055), русских (864, 1027, 1089), венецианцев (1128), каталонцев (конец XIII века) и генуэзцев (начало XIV века).
В 1204 году, после Четвёртого крестового похода и падения Константинополя, Моливос вместе со всем островом попал под власть императора Латинской империи Балдуина I Фландрского. В 1287 году Моливос вернулся Византии.
В 1334 году правитель Фокеи Доменико Каттанео (Domenico Cattaneo) неудачно осаждал Моливос.
В 1355 году остров Лесбос был отдан в приданое генуэзцу Франческо I Гаттилузио, супругу Марии, сестры императора Иоанна V Палеолога. Мирная передача власти ознаменовала начало периода спокойствия и процветания на острове, который длился до окончательной оккупации острова османами в 1462 году, во время правления султана Мехмеда II. 
За оккупацией острова последовали массовые убийства и бедствия. Большое количество турок поселились в Моливосе. Христианское население двинулось вглубь острова, что привело к основанию важных средиземноморских поселений, таких как Айясос, Калони и Мандамадос. Во время турецкой оккупации продолжались разрушения и грабежи. В 1544 году папский флот высадился на острове и сжёг Моливос, но также во время Критской войны (1645—1669) турецкие корабли стояли на якоре в его порту, а янычары совершали набеги на окрестные деревни. 
Во время турецкой оккупации крепость Моливос была отремонтирована и перестроена. Согласно описанию путешественника Ричарда Поукока в 1739 году крепость была заселена турками, процветала и охранялась войсками. 
Кючук-Кайнарджийский мирный договор 1774 года, узаконивший судоходную деятельность греков под российским флагом, ознаменовал новую эру для греков с большей свободой, стимулированием экономики и подъёмом греческой буржуазии. 
По словам путешественников, с 1789 года крепость Моливос находилась в очень плохом состоянии. 
В 1839 году устранение неравенства между гражданами Османского государства способствовало новому подъему греческой буржуазии. 
В 1912 году остров Лесбос был освобождён, но последовавшая Малоазийская катастрофа лишила его местоположение важности и привела к упадку порта Моливос. 
В настоящее время крепость Моливос отремонтирована. Сегодня это самый важный памятник, открытый для посещения, используется для организации культурных мероприятий.

## Крепость Моливос

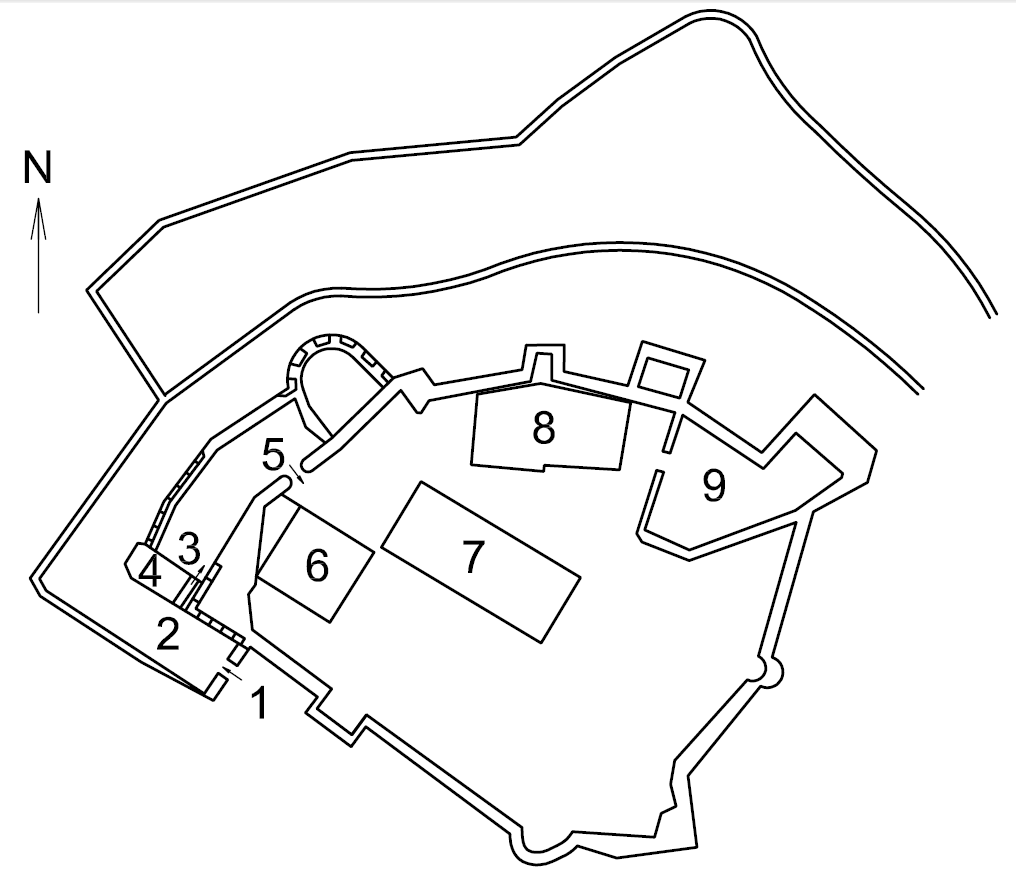
План крепости Моливос: 1 — Южный вход; 2 — Проход; 3 — Вход в сводчатый проход; 4 — Кладовая; 5 — Вход в крепость; 6 — Арсенал, пороховой погреб или тюрьма; 7, 8 — Остатки жилых помещений турецкого гарнизона; 9 — Средневековый «акрополь»

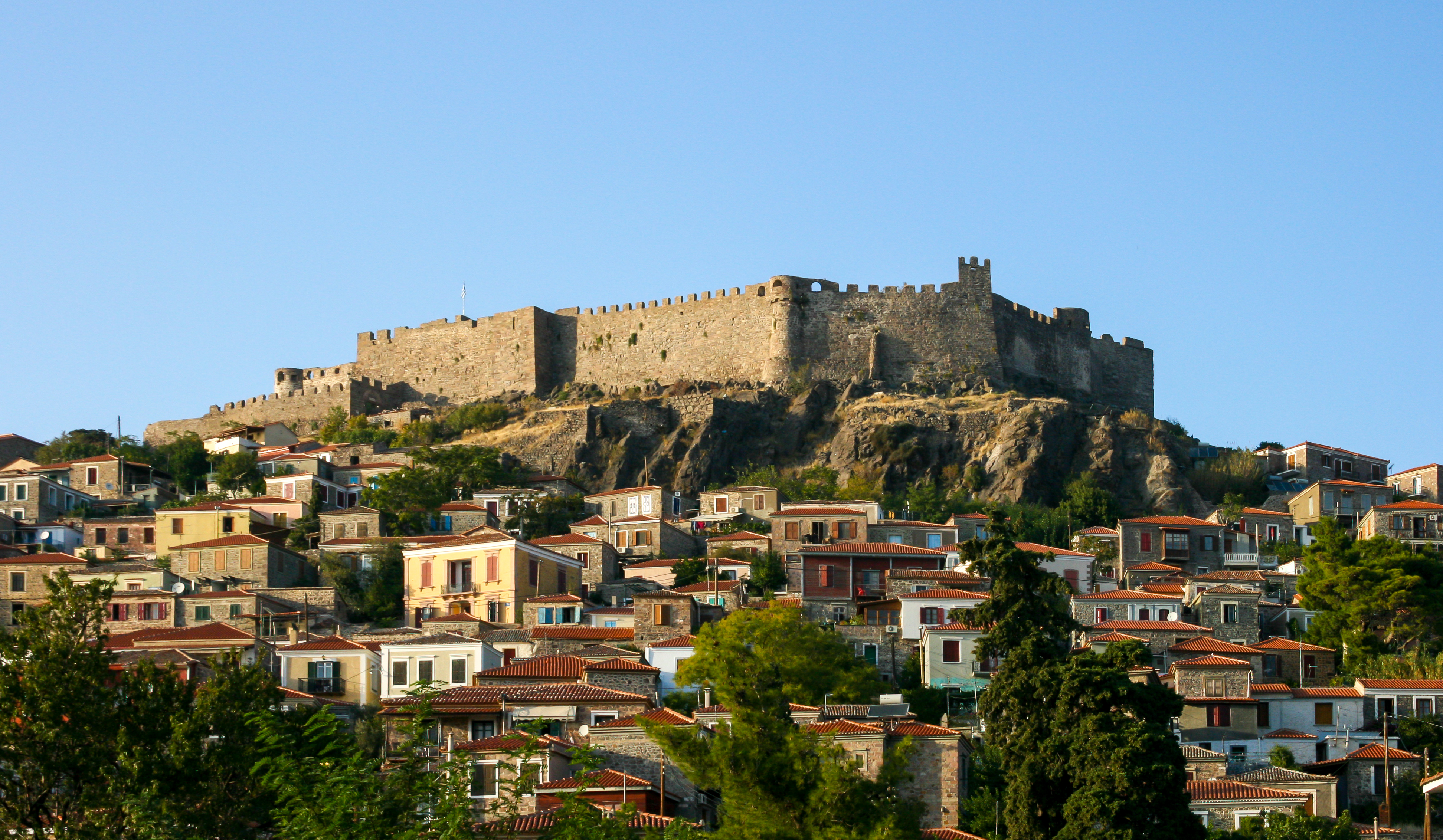
Крепость Моливос

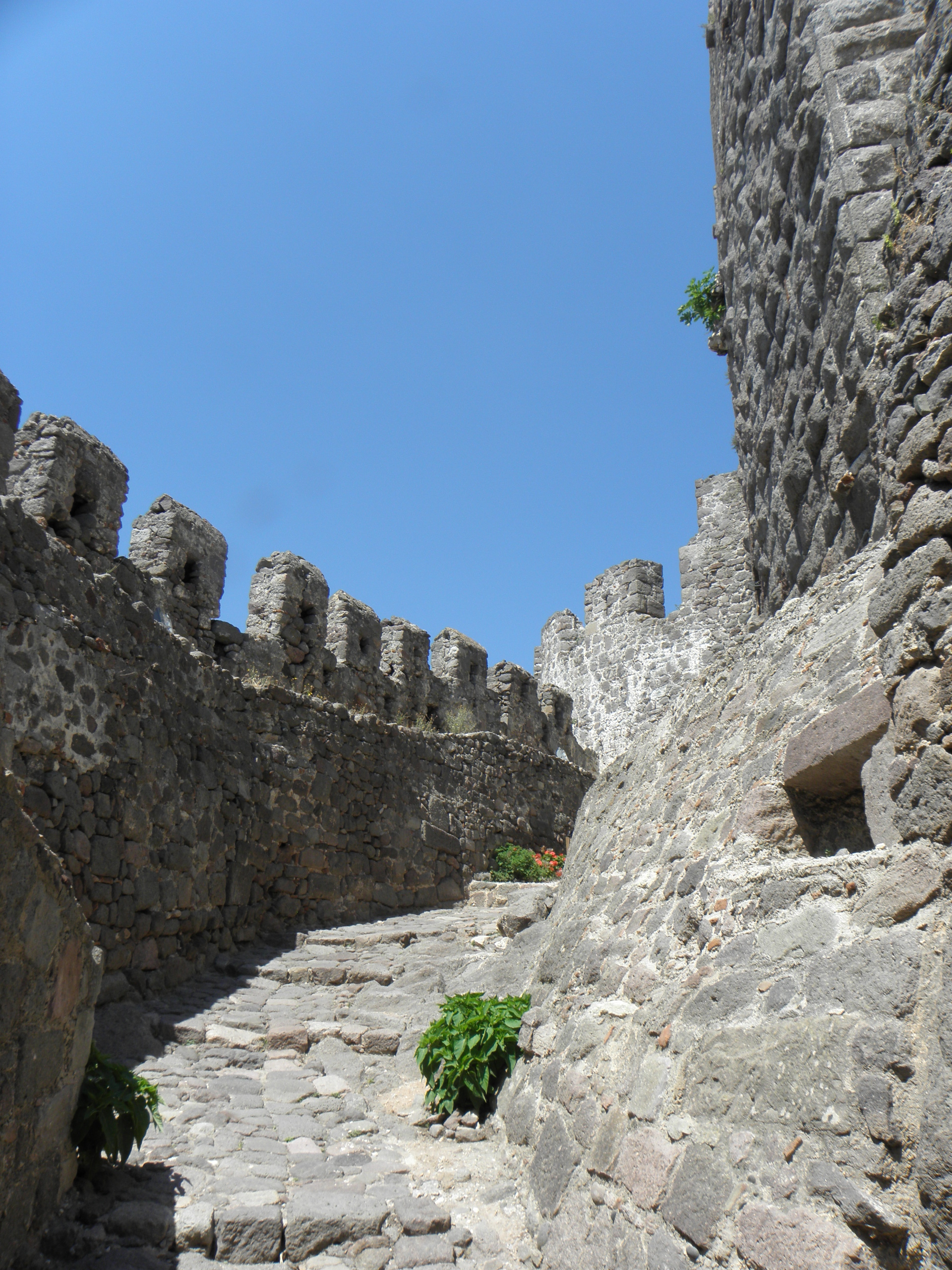
Одна из башен крепости Моливос

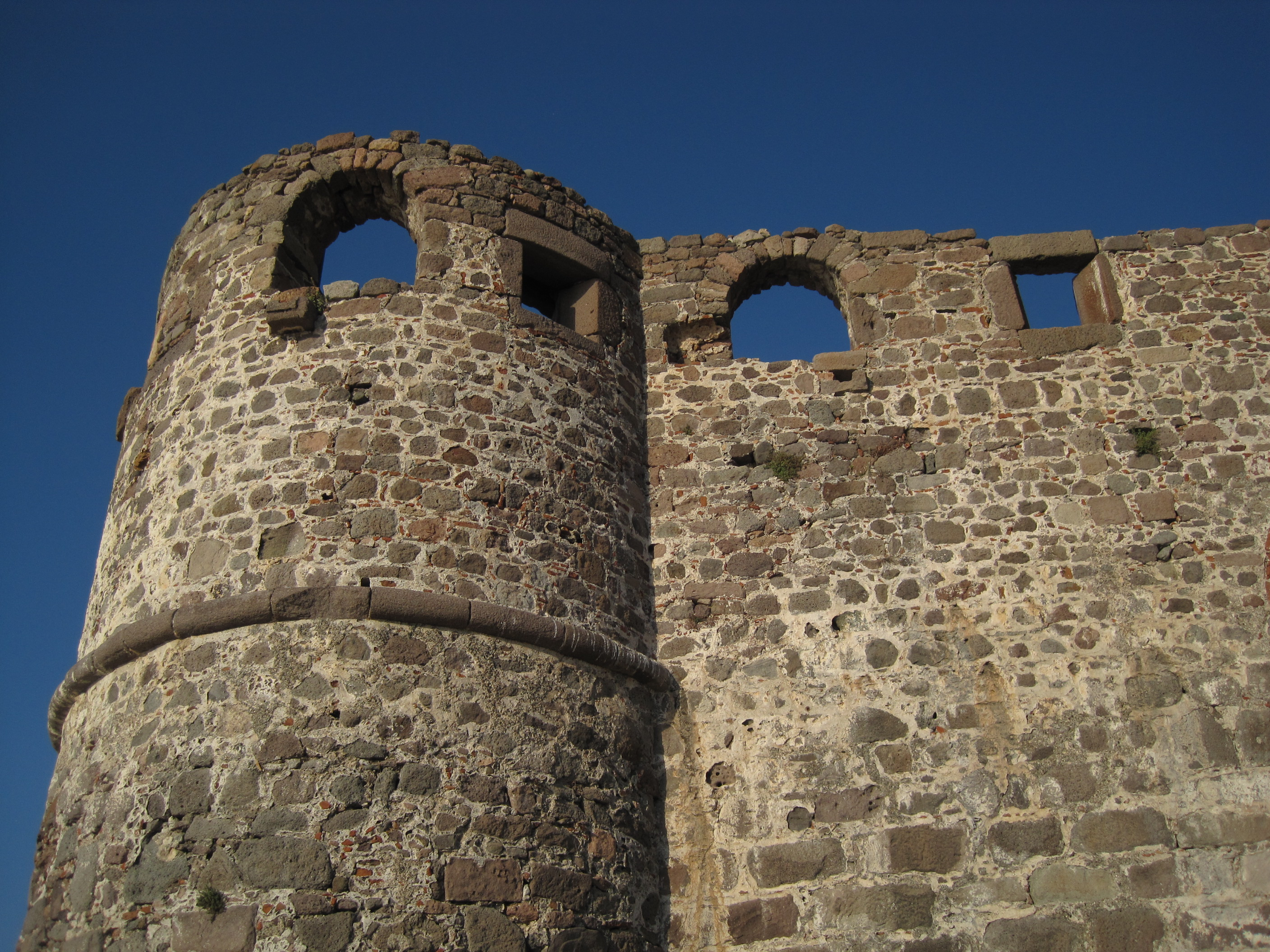
Вид на крепость Моливос из порта

Крепость Моливос является второй по величине и значимости на острове Лесбос. Значительная часть современной крепости создана при генуэзских правителях острова Гаттилузио. Во время османского владычества крепость дополнялась и ремонтировалась. Также крепость была отремонтирована в современное время.
На холме крепости находился акрополь древней Метимны, по меньшей мере с V века до н. э. Его остатки найдены под двумя башнями крепости. Акрополь раннехристианского и византийского времени не сохранился. Предположительно, к византийской эпохе относится емкость для воды, расположенная в центре двора крепости.
Гаттилузио крепость досталась в разрушенном состоянии, потому что они были вынуждены её восстанавливать. Дата постройки крепости неизвестна, но известна дата ремонта крепости Митилены — 1373 год. Кладка псевдоисодомная (ряды различны в своей толщине). Камень взят из окружающих крепость скал. Блоки хорошо подогнаны друг к другу.
Современную форму крепость приобрела в период османского владычества, когда были построен бастион и вход на акрополь. Крепость неоднократно перестраивалась. Впервые османы перестраивали крепость вскоре после захвата её в 1462 году. При этом кладка имитирует генуэзскую. При второй перестройке, дата которой не определена, использовался мелкий камень с большим количеством раствора и обломками блоков. Последний ремонт крепости производился до середины XVIII века.
В нынешнем виде крепость состоит из десяти башен, соединённых стенами (μεταπύργιο), двух малыми башнями, расположенными впереди крепости (προπύργιο), соединёнными со стенами крепости, «акрополя» в северо-восточной части крепости, пяти зданий внутри крепости, два из которых в руинах, и двух валов.
Доступ к крепости осуществляется через трое последовательных ворот. Внешний вход находится в южной части внешнего участка и восходит к османскому периоду, судя по надписи и остроконечной арке. На небольшом расстоянии от него находится второй вход со сводчатым проходом с поперечными ребрами, ведущий на открытый двор, защищенный стенами. Мощёная дорожка ведёт вверх к третьим воротам, которые являются главным входом в крепость и датируются XIV веком. Интересна деревянная, с металлической облицовкой, дверь, закрывающая вход (османского периода). Внутри крепости сохранившиеся постройки относятся к османскому периоду. Невозможно установить точно для чего использовались эти здания. В одном из них, вероятно, был пороховой погреб.

## Сообщество
Сообщество Моливос (Κοινότητα Μολύβου) создано в 1918 году (ΦΕΚ 116Α). В 1919 году (ΦΕΚ 8Β) переименовано в Митимна (Κοινότητα Μηθύμνης). В сообщество входит три населённых пункта. Население 1570 человек по переписи 2011 года. Площадь 28,132 квадратного километра.
| Населённый пункт | Население (2011), человек |
| ---------------- | ------------------------- |
| Вафьос           | 137                       |
| Эфталу           | 34                        |
| Митимна          | 1399                      |

## Население
| Год  | Население, человек |
| ---- | ------------------ |
| 1991 | 1370               |
| 2001 | 1474               |
| 2011 | ↘ 1399             |